# General del Aire
General del Aire es un empleo militar de una Fuerza Aérea. Suele ser el grado más alto del escalafón ocupando, generalmente, la jefatura de la Fuerza Aérea.

## En España

Divisa de general del Aire de España.

Empleo militar inmediatamente superior al de teniente general del Ejército del Aire, que se concede al oficial general que es nombrado jefe de Estado Mayor del Ejército del Aire español (JEMA) o jefe de Estado Mayor de la Defensa (JEMAD). Sus equivalentes son el empleo de general de Ejército del Ejército de Tierra español y el empleo de almirante general en la Armada Española.
El empleo de general del Aire es relativamente nuevo dentro de la escala militar española; fue incorporado para equipararse con las escalas militares del resto de los países de la OTAN, que cuentan con cinco empleos en el generalato y es equivalente al grado de general de los Estados Unidos de América.
Ostenta el empleo de general del Aire el jefe del Estado Mayor del Aire (JEMA); el empleo se concede con carácter permanente. Además, el jefe de Estado Mayor de la Defensa (JEMAD) será general de Ejército, almirante general o general del Aire dependiendo del arma a la que pertenezca.
Su divisa son un bastón y un sable cruzados bajo una corona (que indican el generalato) con cuatro estrellas de cuatro puntas o luceros colocadas en los espacios entre los sables (que indican el empleo del general).

## En Chile

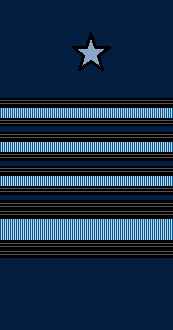
Divisa de general del Aire de Chile usada en la bocamanga en la tenida número 2 del uniforme.

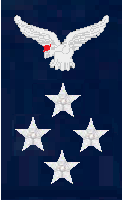
Divisa de general del Aire usada en los hombros.

En Chile, el general del Aire es el máximo grado que puede alcanzar un oficial del escalafón aéreo, y solo es ostentado por el comandante en jefe de la Fuerza Aérea de Chile. Designado por el presidente de la República entre las cinco mayores antigüedades de la institución para un periodo de cuatro años, pudiendo ser removido por decreto presidencial si el presidente así lo estima conveniente. Actualmente, es equivalente al de general de Ejército.
El grado de general del Aire se crea con la misma Fuerza Aérea de Chile en 1930, siendo desde sus orígenes el máximo grado de la aviación militar chilena, equiparado en un principio al grado de general de División, y su primer agraciado será el entonces comodoro del Aire Diego Aracena Aguilar, que fue ascendido a este grado el día 23 de enero de 1935.
Sin embargo, en 1960, el grado de general del Aire será reemplazado por el de general de Aviación, quedando el título de general del Aire como la denominación que ostentaba aquel general de Aviación que asumía como comandante en jefe. El grado se reestablecería como tal en 1990 con la Ley Orgánica Constitucional de las Fuerzas Armadas.
Utiliza como distintivo de grado galones en la bocamanga de la guerrera o de la camisa. Usa un galón de 32 milímetros, sobre él tres galones de 16 milímetros y sobre ellos una estrella azul o celeste. En la tenida de gran gala, los galones y la estrella en vez de ser azules son dorados. En el buzo de vuelo, en chaquetas de combate y de vuelo como también en banderas, la identificación del general del Aire es un cóndor y cuatro estrellas, como se ve en la fotografía de la derecha que acompaña estas líneas.

## En Colombia

Divisa de general del Aire de Colombia.

En Colombia, el general del Aire es el máximo grado al que pueden llegar los oficiales de la Fuerza Aérea, es inmediatamente superior al de teniente general del Aire, grado también de nueva creación. Este nuevo grado fue creado mediante «Ley 1405 de 2010 Nuevos Grados Militares». Archivado desde el original el 20 de diciembre de 2010. Consultado el 28 de julio de 2010.. La principal razón de la creación de ese nuevo grado en el Escalafón militar de Colombia, es el de equiparar a las fuerzas militares colombianas con sus pares en las demás fuerzas del mundo. Anteriormente este grado era conocido solamente como general. El distintivo de este grado es el de cuatro soles.

## En Ecuador
En Ecuador, el general del Aire es el comandante en jefe de la Fuerza Aérea, solo existe uno, y es designado por el presidente de la República entre los más antiguos generales de la Fuerza Aérea.

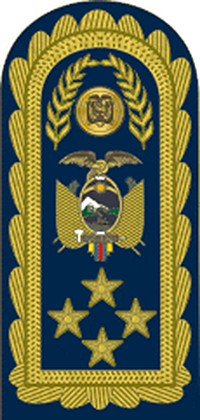
Divisa de general del Aire de Ecuador

## En el Perú
En Perú es el noveno grado de la jerarquía de oficial en la Fuerza Aérea del Perú. Este empleo se concede al comandante general de la Fuerza Aérea y al ministro de Defensa (en caso de que sea un oficial general en activo). Este grado también es otorgado al general que ocupa la jefatura del Estado Mayor Conjunto de las Fuerzas Armadas del Perú; por tal motivo, se constituye en la máxima autoridad militar, naval y aérea dentro del país, estando únicamente bajo jurisdicción del presidente de la República y del ministro de Defensa.

## En Uruguay

Divisa de general del Aire.

En Uruguay, el general del Aire es el máximo grado al que pueden llegar los oficiales de la Fuerza Aérea Uruguaya, y junto con el de brigadier general, se encuentra en la jerarquía de oficial general, la mayor dentro de la escala del personal superior.
Es ostentado por el comandante en jefe de la Fuerza Aérea -máxima autoridad de la rama–, quien lo recibe tras su nombramiento por parte del presidente de la República. Asimismo, de acuerdo con la Ley N.° 18.650, también lo ostenta el jefe del Estado Mayor de la Defensa en caso de que sea un oficial general de la Fuerza Aérea, recibiéndolo automáticamente con su designación.
De acuerdo con la Ley N.° 19.775, al igual que el general de Ejército y almirante general, del Ejército y de la Armada respectivamente, el general del Aire puede permanecer en actividad hasta un máximo de cinco años, desde la fecha de designación en dicho rango, no pudiendo superar en total ocho años desde el ascenso a oficial general (a brigadier general).